# Баг (Бужим)
Баг је насељено мјесто у Босни и Херцеговини у Општини Бужим које административно припада Федерацији Босне и Херцеговине. Према попису становништва из 1991. у насељу је живјело 644 становника.

## Становништво
| Националност       | 1991.        | 1981.        | 1971.        |
| Муслимани          | 636 (98,75%) | 622 (99,36%) | 525 (99,80%) |
| Хрвати             | 1 (0,15%)    | 0            | 0            |
| Срби               | 0            | 0            | 0            |
| Југословени        | 0            | 2 (0,31%)    | 0            |
| остали и непознато | 7 (1,08%)    | 2 (0,31%)    | 1 (0,19%)    |
| Укупно             | 644          | 626          | 526          |